# Erzählungen, Hörspiele, Aufsätze
Erzählungen, Hörspiele, Aufsätze ist ein Sammelband mit Werken des deutschen Schriftstellers Heinrich Böll aus den Jahren 1950 bis 1960. Er erschien im Herbst 1961 im Verlag Kiepenheuer & Witsch. 1964 erschien ein lizenzierter Nachdruck beim Deutschen Bücherbund.

## Inhalt
- Ein Interview mit Studenten
- Erzählungen
  - Das Abenteuer, 1950
  - Abenteuer eines Brotbeutels, 1950
  - Der Zwerg und die Puppe, 1951
  - Der Tod der Elsa Baskoleit, 1951
  - Mein Onkel Fred, 1951
  - Die Postkarte, 1952
  - Der Lacher, 1952
  - Die Waage der Baleks, 1952
  - Schicksal einer henkellosen Tasse, 1952
  - Die unsterbliche Theodora, 1953
  - Bekenntnis eines Hundefängers, 1953
  - Erinnerungen eines jungen Königs, 1953
  - Im Lande der Rujuks, 1953
  - Hier ist Tibten, 1953
  - So ward Abend und Morgen, 1954
  - Unberechenbare Gäste, 1954
  - Daniel, der Gerechte, 1954
  - Wie in schlechten Romanen, 1956
  - Eine Kiste für Kop, 1956
  - Im Tal der donnernden Hufe, 1957
  - Der Bahnhof von Zimpren, 1958
- Hörspiele
  - Mönch und Räuber, 1953
  - Zum Tee bei Dr. Borsig, 1955
  - Eine Stunde Aufenthalt, 1957
  - Bilanz, 1957
  - Die Spurlosen, 1957
  - Klopfzeichen, 1960
- Aufsätze
  - Bekenntnis zur Trümmerliteratur, 1952
  - Der Zeitgenosse und die Wirklichkeit, 1953
  - Thomas Wolfe und das bittere Geheimnis des Lebens, 1953
  - Die Stimme Wolfgang Borcherts, 1955
  - Das Risiko des Schreibens, 1956
  - Ein Denkmal für Joseph Roth, 1956
  - Reise durch Polen, 1957
  - Großeltern gesucht, 1957
  - Brief an einen jungen Katholiken, 1958
  - über mich selbst, 1958
  - Kunst und Religion, 1959
  - Stadt der alten Gesichter, 1959
  - Der Zeitungsverkäufer, 1959
  - Zur Verteidigung der Waschküchen, 1959
  - Der Rhein, 1960
  - Was ist kölnisch?, 1960
  - Ober den Roman, 1960
  - Hierzulande, 1960
  - Die Sprache als Hort der Freiheit, 1958

## Erfolg
Der Band belegte in der ersten Spiegel-Bestsellerliste, die am 18. Oktober 1961 erschien, Platz 1 in der Rubrik „Belletristik“.